# Primeira Liga 2000-2001
La Primeira Liga 2000-2001 è stata la 67ª edizione della massima serie del campionato portoghese di calcio. Il campionato è iniziato il 19 agosto 2000 ed è terminato il 27 maggio 2001.
Il campionato è stato vinto per la prima volta nella sua storia dal Boavista. Il capocannoniere del torneo è stato Renivaldo Pena del Porto, con 22 reti segnate. Il Campomaiorense, il Desportivo das Aves e l'Estrela Amadora sono stati retrocessi in Segunda Liga.

## Stagione

### Novità
Dalla precedente stagione sono stati retrocessi il Vitória Setúbal, il Rio Ave e il Santa Clara. Sono stati promossi dalla Segunda Liga il Paços de Ferreira, il Beira-Mar e il Desportivo das Aves.

### Formato
Le 18 squadre partecipanti si affrontano in un girone di andata e ritorno, per un totale di 34 giornate.

La squadra campione di Portogallo è ammessa alla fase a gironi della UEFA Champions League 2001-2002.

La squadra classificata al secondo posto è ammessa al terzo turno di qualificazione della UEFA Champions League 2001-2002.

La squadra classificata al terzo posto è ammessa al primo turno della Coppa UEFA 2001-2002, assieme alla squadra vincitrice della Taça de Portugal 2000-2001.

Le squadre classificate agli ultimi tre posti (dal 16º al 18º posto) retrocedono in Segunda Liga.

## Squadre partecipanti
| Club              | Città               | Stadio                            | Risultato Stagione 1999-2000 |
| ----------------- | ------------------- | --------------------------------- | ---------------------------- |
| Alverca           | Alverca do Ribatejo | Complexo Desportivo FC Alverca    | 11º posto in Primeira Liga   |
| Beira-Mar         | Aveiro              | Stadio comunale di Aveiro         | 2º posto in Segunda Liga     |
| Belenenses        | Lisbona             | Estádio do Restelo                | 12º posto in Primeira Liga   |
| Benfica           | Lisbona             | Estádio da Luz                    | 3º posto in Primeira Liga    |
| Boavista          | Porto               | Estádio do Bessa Século XXI       | 4º posto in Primeira Liga    |
| Braga             | Braga               | Stadio comunale di Braga          | 9º posto in Primeira Liga    |
| Campomaiorense    | Campo Maior         | Estádio Capitão Cesar Correia     | 13º posto in Primeira Liga   |
| Desp. Aves        | Santo Tirso         | Estádio do CD das Aves            | 3º posto in Segunda Liga     |
| Estrela Amadora   | Amadora             | Estádio José Gomes                | 8º posto in Primeira Liga    |
| Farense           | Faro                | Estádio de São Luís               | 14º posto in Primeira Liga   |
| Gil Vicente       | Barcelos            | Estádio Cidade de Barcelos        | 5º posto in Primeira Liga    |
| Marítimo          | Funchal             | Estádio dos Barreiros             | 6º posto in Primeira Liga    |
| Paços Ferreira    | Paços de Ferreira   | Estádio da Capital do Móvel       | 1º posto in Segunda Liga     |
| Porto             | Porto               | Estádio do Dragão                 | 2º posto in Primeira Liga    |
| Salgueiros        | Porto               | Estádio Engenheiro Vidal Pinheiro | 15º posto in Primeira Liga   |
| Sporting Lisbona  | Lisbona             | Stadio José Alvalade              | Campione del Portogallo      |
| União Leiria      | Leiria              | Estádio Dr. Magalhães Pessoa      | 10º posto in Primeira Liga   |
| Vitória Guimarães | Guimarães           | Estádio D. Afonso Henriques       | 7º posto in Primeira Liga    |

## Classifica finale
|  | Pos. | Squadra           | Pt | G  | V  | N  | P  | GF | GS | DR  |
|  | ---- | ----------------- | -- | -- | -- | -- | -- | -- | -- | --- |
|  | 1.   | Boavista          | 77 | 34 | 23 | 8  | 3  | 63 | 22 | +41 |
|  | 2.   | Porto             | 76 | 34 | 24 | 4  | 6  | 73 | 27 | +46 |
|  | 3.   | Sporting Lisbona  | 62 | 34 | 19 | 5  | 10 | 56 | 37 | +19 |
|  | 4.   | Braga             | 57 | 34 | 16 | 9  | 9  | 58 | 48 | +10 |
|  | 5.   | União Leiria      | 56 | 34 | 15 | 11 | 8  | 46 | 41 | +5  |
|  | 6.   | Benfica           | 54 | 34 | 15 | 9  | 10 | 54 | 44 | +10 |
|  | 7.   | Belenenses        | 52 | 34 | 14 | 10 | 10 | 43 | 36 | +7  |
|  | 8.   | Beira-Mar         | 49 | 34 | 14 | 7  | 13 | 45 | 49 | -4  |
|  | 9.   | Paços Ferreira    | 48 | 34 | 12 | 12 | 10 | 47 | 39 | +8  |
|  | 10.  | Salgueiros        | 43 | 34 | 13 | 4  | 17 | 41 | 55 | -14 |
|  | 11.  | Marítimo          | 43 | 34 | 12 | 7  | 15 | 34 | 37 | -3  |
|  | 12.  | Alverca           | 43 | 34 | 12 | 7  | 15 | 45 | 52 | -7  |
|  | 13.  | Farense           | 39 | 34 | 10 | 9  | 15 | 37 | 47 | -10 |
|  | 14.  | Gil Vicente       | 37 | 34 | 10 | 7  | 17 | 34 | 41 | -7  |
|  | 15.  | Vitória Guimarães | 36 | 34 | 9  | 9  | 16 | 41 | 49 | -8  |
|  | 16.  | Campomaiorense    | 32 | 34 | 7  | 11 | 16 | 29 | 58 | -29 |
|  | 17.  | Desp. Aves        | 22 | 34 | 4  | 10 | 20 | 31 | 68 | -37 |
|  | 18.  | Estrela Amadora   | 19 | 34 | 4  | 7  | 23 | 30 | 57 | -27 |

Legenda:

      Campione del Portogallo e ammessa alla UEFA Champions League 2001-2002

      Ammesse alla UEFA Champions League 2001-2002

      Ammesse alla Coppa UEFA 2001-2002

      Retrocessa in Segunda Liga 2001-2002

Tre punti a vittoria, uno a pareggio, zero a sconfitta.
La classifica viene stilata secondo i seguenti criteri:
- Punti conquistati
- Punti conquistati negli scontri diretti
- Differenza reti negli scontri diretti
- Reti realizzate in trasferta negli scontri diretti
- Differenza reti generale
- Partite vinte
- Reti totali realizzate
- Spareggio

## Statistiche

### Classifica marcatori
| Gol |  |  | Giocatore            | Squadra          |
| --- |  |  | -------------------- | ---------------- |
| 22  |  |  | Renivaldo Pena       | Porto            |
| 19  |  |  | Pierre van Hooijdonk | Benfica          |
| 17  |  |  | Rafael               | Paços Ferreira   |
| 17  |  |  | João Tomás           | Benfica          |
| 17  |  |  | Hassan Nader         | Farense          |
| 14  |  |  | Miklós Fehér         | Braga            |
| 14  |  |  | Alberto Acosta       | Sporting Lisbona |
| 13  |  |  | Marcão               | Belenenses       |
| 13  |  |  | Derlei               | União Leiria     |
| 12  |  |  | Zé Roberto           | Braga            |

## Verdetti finali
- Boavista campione di Portogallo 2000-2001 e ammesso alla fase a gironi della UEFA Champions League 2001-2002.
- Porto qualificato al secondo turno preliminare della UEFA Champions League 2001-2002.
- Sporting CP qualificato al primo turno della Coppa UEFA 2001-2002.
- Marítimo qualificato al turno di qualificazione della Coppa UEFA 2001-2002.
- Campomaiorense, Desportivo das Aves e Estrela Amadora retrocessi in Segunda Liga 2001-2002.